# 앵거스 디턴
앵거스 디턴 경(영어: Sir Angus Deaton, 1945년 10월 19일 ~ )은 스코틀랜드에서 태어난 미시경제학자이다. 소비와 빈곤, 복지에 대한 분석으로 2015년 노벨 경제학상을 받았다.

## 서훈
- 2016년 기사작위(Knight Bachelor) 서임[1]